# Fuchsia abrupta
Fuchsia abrupta är en dunörtsväxtart som beskrevs av Ivan Murray Johnston. Fuchsia abrupta ingår i släktet fuchsior, och familjen dunörtsväxter. Inga underarter finns listade i Catalogue of Life.